# 貝尼蘇萊曼區

36°13′37″N 3°18′21″E / 36.22703°N 3.30596°E
貝尼蘇萊曼區（阿拉伯语：‎），是阿爾及利亞的行政區，位於該國北部，由麥迪亞省負責管轄，首府設於貝尼蘇萊曼，面積243平方公里，2008年人口50,676人，人口密度每平方公里208人。